# Ancylus regularis
Ancylus regularis é uma espécie de gastrópode da família Ancylidae.
É endémica da Etiópia.